# Wete (Distrikt)
Wete ist ein Distrikt der Region Pemba Kaskazini in Tansania mit dem Verwaltungssitz in der gleichnamigen Stadt Wete. Der Distrikt liegt auf der Insel Pemba und grenzt im Norden an den Distrikt Micheweni, im Süden an die Region Pemba Kusini und im Westen und im Osten an den Indischen Ozean.

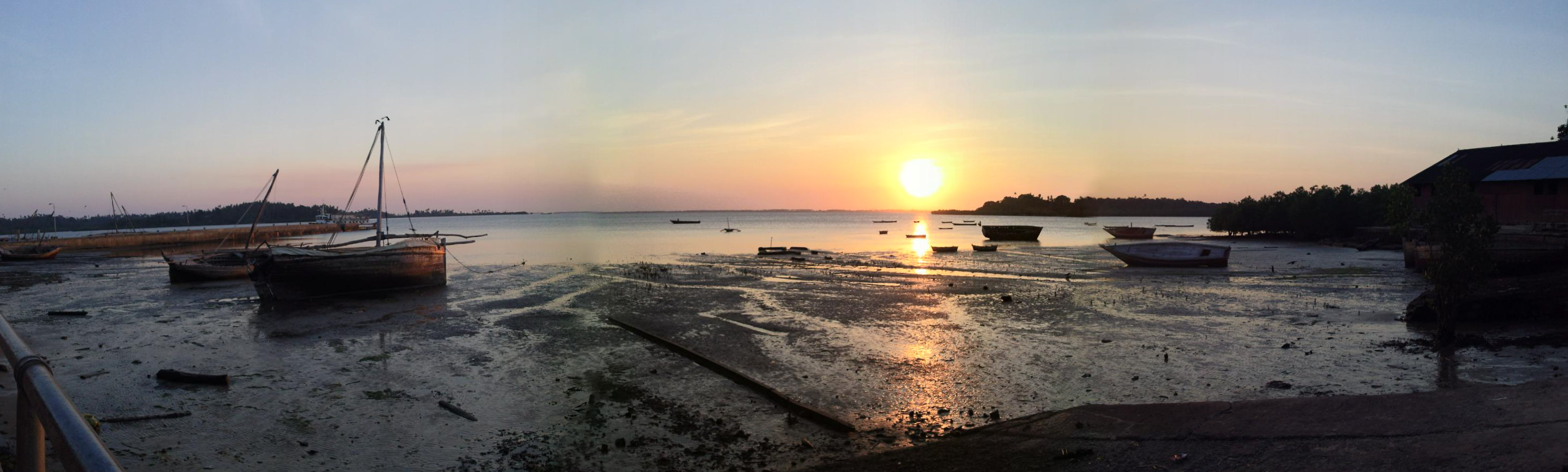
Blick über den Hafen von Wete.

## Geographie
Wete hat eine Fläche von 295 Quadratkilometern und 148.712 Einwohner (Volkszählung 2022). Der Distrikt umfasst den zentralen Bereich der Insel Pemba und die umliegenden Inseln. Das nordwestliche Riff wird von den Inseln Fundo, Njao, Kashani, Kokota, Funzi und Uvinje gebildet, wovon Fundo die einzige bewohnte Insel ist.
Das Klima in Wete ist tropisch, Am nach der effektiven Klimaklassifikation. Bei den Niederschläge gibt es zwei Spitzen, die kurzen Regenschauer von Oktober bis Dezember werden „Vuli“ genannt, die langen Regen in den Monaten April und Mai heißen „Masika“. Insgesamt fallen im Jahr rund 1700 Millimeter Regen, die Durchschnittstemperatur liegt bei 25 Grad Celsius.

## Verwaltungsgliederung
Im Distrikt gibt es fünf Wahlkreise (constituencies) und 10 Gemeinden (Wards, Stand 2018):
| Wahlkreis | Gemeinde      | Anzahl Orte |
| --------- | ------------- | ----------- |
| Gando     | Gando         | 4           |
| Gando     | Bopwe         | 2           |
| Kojani    | Mchanga Mdogo | 5           |
| Kojani    | Kiuyu         | 4           |
| Mtambwe   | Mtambwe       | 3           |
| Mtambwe   | Piki          | 2           |
| Mgogoni   | Pandani       | 3           |
| Mgogoni   | Kinyasini     | 4           |
| Mgogoni   | Kiungoni      | 5           |
| Wete      | Jadid         | 4           |

| Die Einwohnerzahl im Distrikt lag bei 76.125 im Jahr 1988, stieg dann jährlich um über zwei Prozent auf 102.060 bei der Volkszählung im Jahr 2002. Dann ging das jährliche Wachstum auf unter einem Prozent zurück, sodass die Bevölkerungszahl auf 107.916 im Jahr 2012 anwuchs. Von den Über-Fünfjährigen sprachen in diesem Jahr 45 Prozent Swahili, fast dreißig Prozent Swahili und Englisch, rund ein Viertel waren Analphabeten. Im Jahr 2022 lebten 148.712 Menschen in 26.627 Haushalten. Bevölkerungswachstum: \| Volkszählung \| Einwohner \| \| ------------ \| --------- \| \| 1988 \| 76.115 \| \| 2002 \| 102.060 \| \| 2012 \| 107.916 \| \| 2022 \| 148.712 \| | Hier fehlt eine Grafik, die leider im Moment aus technischen Gründen nicht angezeigt werden kann. Wir arbeiten daran! |
| Volkszählung | Einwohner |
| 1988 | 76.115 |
| 2002 | 102.060 |
| 2012 | 107.916 |
| 2022 | 148.712 |

- Bildung: Im Distrikt befinden sich 22 Vorschulen, 34 Grundschulen und 26 weiterführende Schulen. Fast alle Schulen werden öffentlich geführt. Im Schuljahr 2014/15 lag der Schulbesuch bei 98 Prozent in den Grundschulen und 86 Prozent besuchten eine weiterführende Schule.[10]
- Gesundheit: Für die medizinische Versorgung der Bevölkerung gibt es ein Krankenhaus und 19 Gesundheitszentren (Stand 2016).[11]
- Wasser: Im Jahr 2012 hatten 93 Prozent der Bevölkerung Zugang zu sauberem Wasser im Umkreis von einem Kilometer.[12]

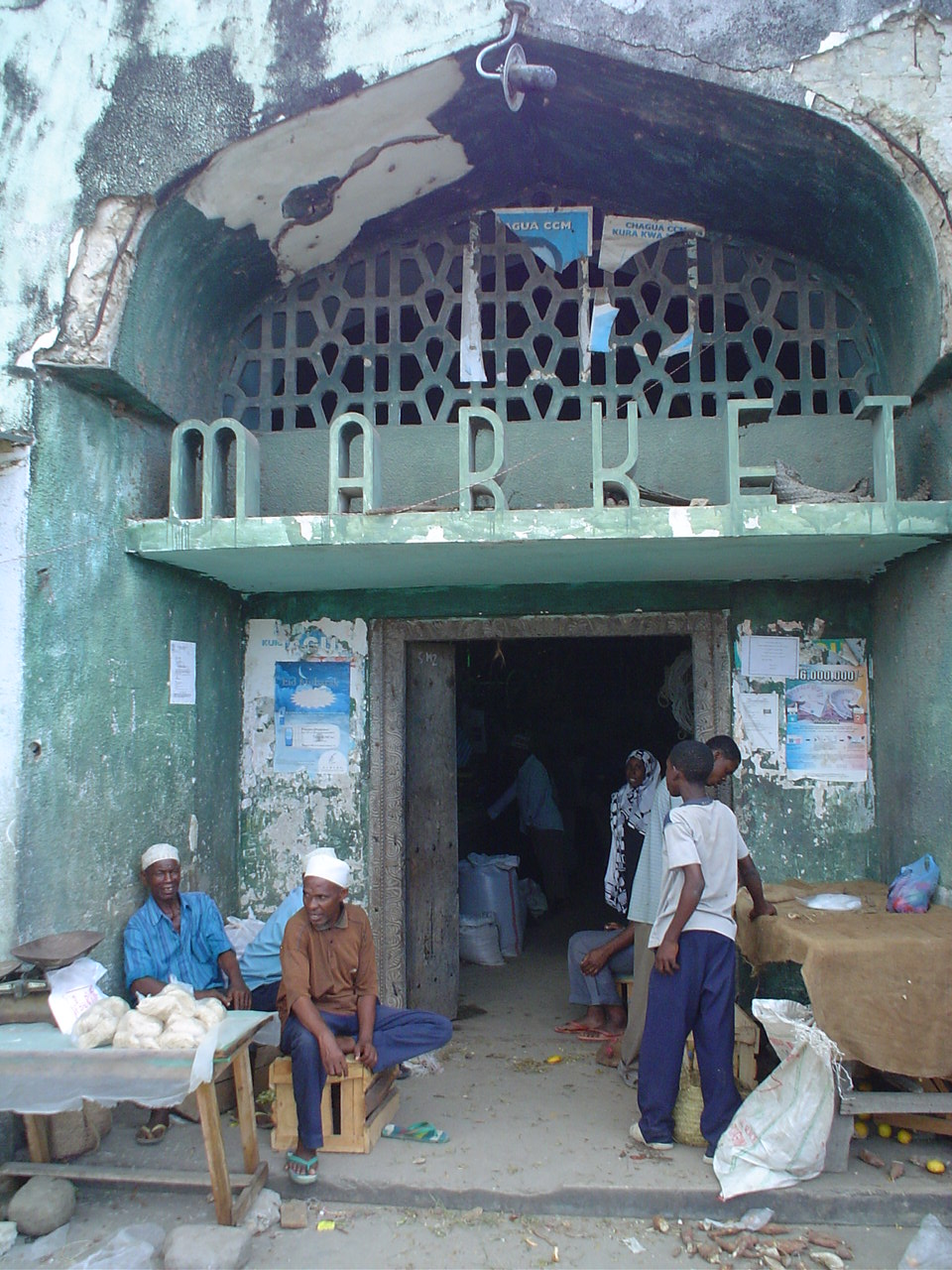
Der Markt in Wete.

## Wirtschaft und Infrastruktur
Die wichtigsten Wirtschaftszweige sind Landwirtschaft, Fischerei, Handel und Fremdenverkehr.
- Landwirtschaft: Von den 20.000 Haushalten beschäftigten sich im Jahr 2012 rund sechzig Prozent mit der Landwirtschaft. Das feuchte und warme Klima ermöglicht den Anbau von Mais, Süßkartoffeln, Maniok, Reis, Bananen, Yams und Gemüse. Vierzig Prozent der Haushalte hielten auch Nutztiere, vor allem Hühner und Rinder.[13][4]
- Fischerei: Rund 3000 Fischer besitzen 560 Fischerboote, zusätzlich werden jährlich rund 1000 Tonnen Seetang produziert.[14]
- Handel: Im Distrikt gibt es mehr als tausend registrierte Händler.[4]
- Fremdenverkehr: Etwa zwei Prozent der Bevölkerung arbeiteten im Jahr 2012 in Hotels und Lodges.[15] Neben Tauchgängen werden auch Angeltouren angeboten.[3]
- Infrastruktur: Vom Distrikt gibt es keine Direktverbindung zum Festland. Der nächste Flughafen Pemba Airport liegt 30 Kilometer südlich von Wete. Eine Fähre zum Festland fährt vom Hafen Mkoani im Süden der Insel.[16][17][18]

## Politik
Im Distrikt gibt es fünf Wahlkreise (constituencies), in denen drei Wahlen durchgeführt werden:
- Vertreter für den Repräsentantenrat (Baraza la Uwakilishi), der sich mit Themen von Sansibar befasst.
- Abgeordneter für die Nationalversammlung von Tansania.
- Stadtrat (District council), der die Angelegenheiten des Distriktes regelt.[6]